# سيد حيوانات

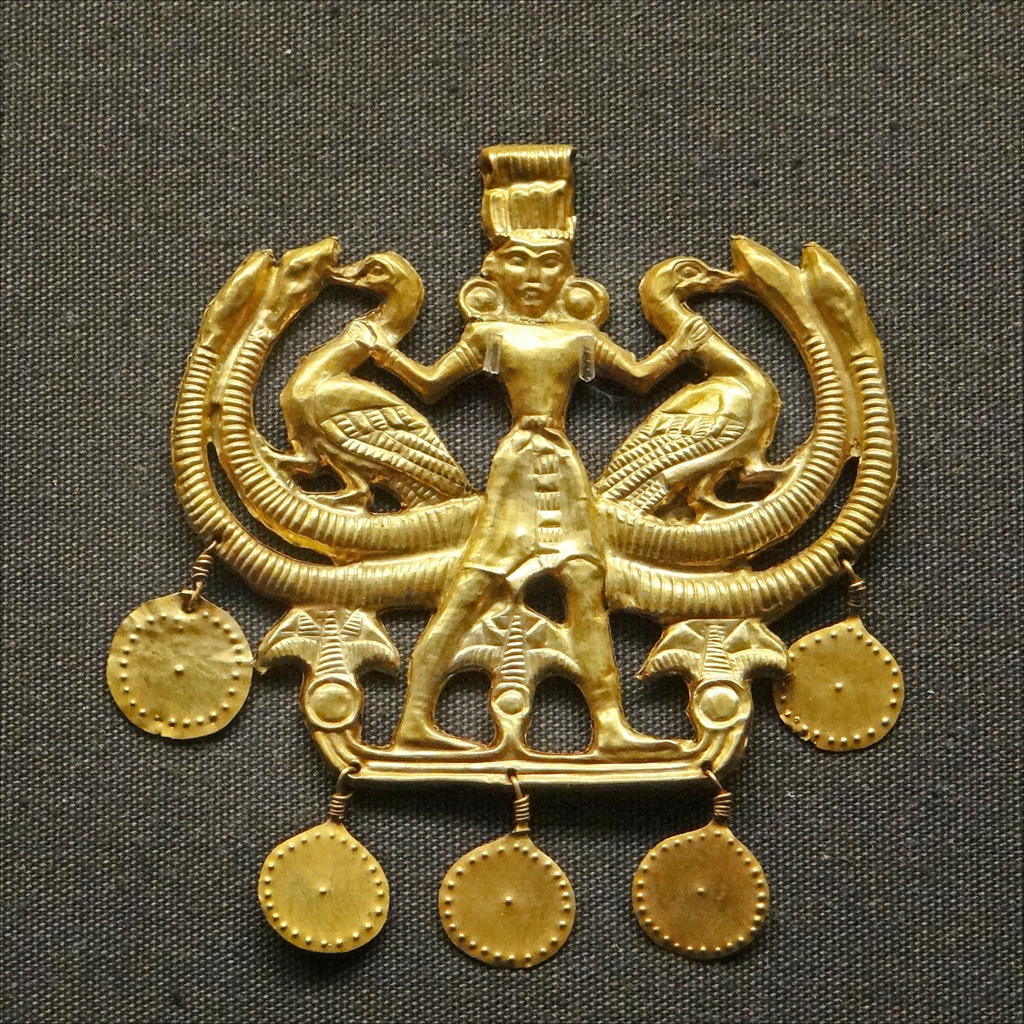

سيد الحيوانات، إله الحيوانات، أو عشيقة الحيوانات هو رمز من رموز الفن القديم يظهر فيه إنسان بين حيوانَين يواجهان ويمسك بهما. هذه الفكرة منتشرة على نطاق واسع في فن الشرق الأدنى القديم ومصر. وقد يكون الشكل أنثى أو ذكرًا أو يكون عمودًا أو رمزًا وقد تكون الحيوانات واقعية أو خيالية وقد يكون للشكل البشري عناصر حيوانية مثل القرون، والجزء العلوي من جسم الحيوان والجزء السفلي من جسم الحيوان والساقين أو الحوافر المشقوقة. على الرغم من أن ما يمثله الشكل للثقافات التي أنتجت الأعمال قد يختلف اختلافاً كبيراً، ما لم يظهر بسمات إلهية محددة، فعادة ما يصف المفسرون الرجل على أنه بطل. تكون الزخرفة واسعة الانتشار وفعالة من الناحية البصرية لدرجة أن العديد من التصورات ربما كانت تصور على أنها زخرفة لا تحمل سوى معنى غامضًا. سيد الحيوانات هو الفكرة المفضلة لدى الأختام الأسطوانية الأخمينية ولكن الأرقام في هذه الحالات ينبغي أن تُفهم على أنها الملك.
قد يكون الإنسان واقفًا، مثلما هو موجود في الألف الرابع قبل الميلاد، أو راكعًا على ركبة واحدة كما هو موجود في الألف الثالث قبل الميلاد. وعادة ما تظهر الصورة من الأمام، ولكن في القطع الآشورية عادة ما تظهر من الجانب. وفي بعض الأحيان تكون الحيوانات على قيد الحياة، سواء كانت سلبية ومروضة إلى حد ما، أو لا تزال تكافح أو هائجة أو تهاجم. وفي أجزاء أخرى قد تمثِّل فريسة الصياد الميت. وتظهر التمثيلات الأخرى المرتبطة بشخصية تتحكم أو «تروض» حيوانًا واحدًا، عادة إلى يمين الشكل. غير أن التماثيل العديدة لأبطال أو ملوك يقتلون حيوانًا تختلف عن هذه التماثيل.

## الفن
يظهر أقدم تصوير معروف لهذا الرمز على أختام طوابع عصر العبيد في بلاد ما بين النهرين. يظهر الرمز على ختم تراكوتا من تل تلوه، جيرسو القديمة، في نهاية فترة عبيد ما قبل التاريخ من بلاد ما بين النهرين، نحو 4000 قبل الميلاد. وقد احتل الشكل الجزء الأعلى لسكين جبل الآرك الشهير في اللوفر، وهو سكين من العاج والصوان يرجع تاريخه إلى فترة نقادة الثانية من عصور ما قبل التاريخ المصري، والتي بدأت نحو 3450 قبل الميلاد. وهنا يصارع أسدان في ثوب بلاد ما بين النهرين، الذي غالبا ما يُفسَّر أنه إله. يُربط بفقمة الباشوباتي الشهيرة من حضارة وادي السند «2500-1500 قبل الميلاد»، وتظهر شخصية جالسة في وضع يشبه اليوغا، مع رأس قرني أو قرون ومحاطة بالحيوانات.
وهذا بدوره مرتبط بشكل على مرجل غونديستروب، بشخصية تجلس مع ساقين متقاطعتين، ولها قرون ومحاطة بالحيوانات وتمسك ثعبانًا في يد وجذعًا في اليد الأخرى. هذا الشيء الشهير والمثير للحيرة ربما يعود إلى 200 قبل الميلاد أو ربما في وقت متأخر من 300 ميلادي، وعلى الرغم من أنه قد عثر عليه في الدنمارك، فإنه يكون قد صنع في تراقيا.
يظهر شكل من أشكال الزخارف على مشبك حزام من العصور الوسطى المبكرة من كانتون واليس وسويسرا، يصور شخصية دانيال في الكتاب المقدس بين أسدين. يحتوي غطاء المحفظة من دفن ساتون هو نحو عام 620 م على لوحتين مع إنسان بين ذئبين، وهذا النمط شائع في الفن الأنجلوسكسوني وأنماط العصور الوسطى المبكرة ذات الصلة، حين كانت الحيوانات لا تزال عدوانية بشكل عام. ومن الأمثلة البارزة الأخرى لهذه الزخارف في الفن الجرماني واحدة من لوحات تورسلوندا، والخوذ من فيندل وفالسغارد. وفي فن بلاد ما بين النهرين، تظهر الصورة في وقت مبكر جداً، عادة مع «بطل عارٍ» على سبيل المثال في أوروك في فترة أوروك نحو 4000 إلى 3100 قبل الميلاد، ولكنها «قد عفا عليها الزمن في بلاد ما بين النهرين بحلول القرن السابع قبل الميلاد». وفي لوريستان، يعد الشكل البرونزي شائعًا للغاية، وغالبًا ما يكون منمقًا بشكل كبير. ومن حيث تكوينها، يقارن هذا النمط مع نمط آخر شائع جدًا في فن الشرق الأدنى القديم والبحر الأبيض المتوسط، وهو وجود حيوانين مجابهين يحيطان بشجرة الحياة ويرعيان عليها، ويُفسر ذلك على أنه يمثل إله الأرض.

## الأرقام الإلهية

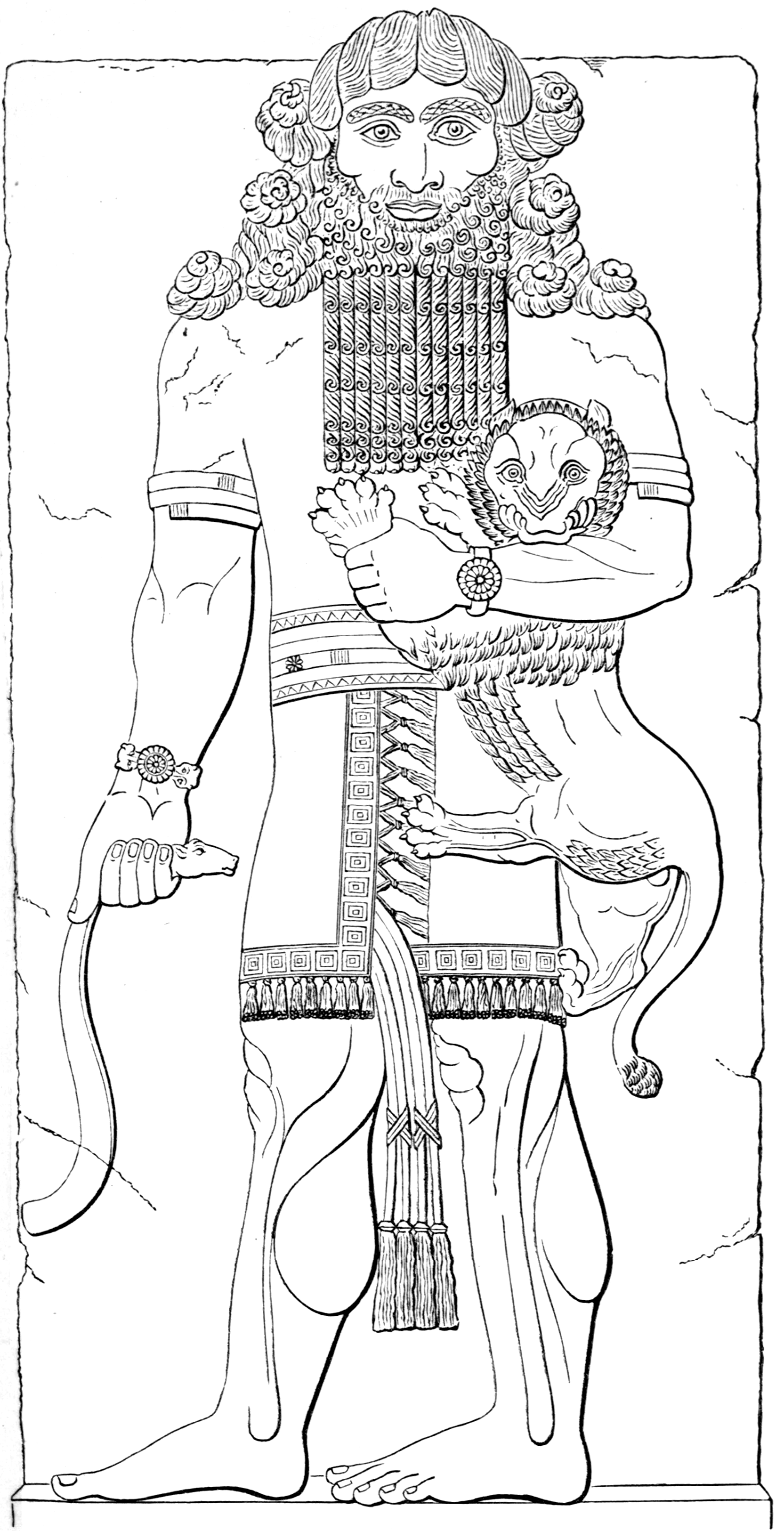
يقول التعليق الموجود في الكتاب: "إزدوبا تخنق أسدًا. من منحوتة خورساباد".

على الرغم من أن هذه الأشكال ليست كلها أو حتى عادة الآلهة، قد يكون هذا المصطلح اسمًا عامًا لعدد من الإلهة من مجموعة متنوعة من الثقافات التي لها علاقات وثيقة بالمملكة الحيوانية أو في شكل حيوان جزئي في الثقافات التي لا يكون فيها ذلك هو القاعدة. وتتحكم هذه الأرقام في الحيوانات البرية عادة، وهي مسؤولة عن استمرار تكاثرها وتوافرها للصيادين. وفي بعض الأحيان يكون لها ما يعادلها من الإناث، وهو ما يسمى بسيدة الحيوانات.
العديد من الأمثلة في بلاد ما بين النهرين قد تمثل إنكيدو، وهو شخصية مركزية في ملحمة جلجامش القديمة في بلاد ما بين النهرين. جميعهم قد يكون لديهم سلف من العصر الحجري الذي ربما كان إله صياد. ويرتبط العديد منها بإله الصيد ذي القرون، وهو نوع شائع آخر، يتميز به سيرنوناس  ومجموعة متنوعة من إلهة الأيل والثور والكبش والماعز. الإلهة القرنية ليست عالمية ومع ذلك، وفي بعض الثقافات تحمل إلهة مثل أركتوس، قد تأخذ الدور أو حتى الآلهة الأكثر تجسيدًا التي تقود وايلد هانت. وغالبًا ما يشار إلى هذه الشخصيات باسم «سيد الغابة» أو«سيد الجبل».